# 迈克尔·派克
迈克尔·派克（1954年—，Michael Pack）是美国保守派电影制片人。 唐纳德·特朗普总统提名他为美国国际媒体署（USAGM）首席执行官，并在参议院批准后于2020年6月上任。

## 职业生涯
1977年，迈克尔·派克（Michael Pack）成立了独立电影制作公司Manifold Productions，撰写、导演和制作了 13 部关于一系列主题的纪录片。
1993年，迈克尔·派克在公共广播公司担任国际电视理事会的联席主席。2002年，经总统布什提名，参议院确认后供职于国民议会，负责监督美国国家人文基金会。 2003年至2006年，迈克尔·派克担任公共广播公司电视节目高级副总裁。 2015年到2017年，迈克尔·派克担任了加利福尼亚州厄普兰市的克莱蒙特研究所（Claremont Institute）的总裁兼首席执行官。
迈克尔·派克与极右网站Breitbart News的联合创始人史蒂夫·班农合作。2019年，迈克尔·派克制作并导演了关于保守派最高法院法官克拉伦斯·托马斯（Clarence Thomas）的纪录片。
2020年4月10日，由于美国之音称赞武汉封城是一个被世界上很多国家复制的成功“范例”。此报道引起了白宫方面的反感，同日白宫社交媒体副主任称美国之音“拿纳税人的钱砸美国的锅，是个耻辱”。4月15日，美国总统特朗普称美国之音“令人作呕”。经唐纳德·特朗普总统提名，美国参议院批准，迈克尔·派克于2020年6月就任美国国际媒体署（USAGM）首席执行官，接管美国之音。2021年1月20日，在拜登政府上台后，美国之音编辑集体抗议派克，派克因此被要求辞职。

## 影视作品
迈克尔·派克撰写、导演和制作了许多纪录片，主要有:
- Hollywood's Favorite Heavy: Businessmen on Prime Time TV, hosted by Eli Wallach (1987)
- Campus Culture Wars: Five Stories about Political Correctness, narrated by Lindsay Crouse (1993)
- Hollywood vs. Religion, hosted by Michael Medved (1995)
- Inside the Republican Revolution: The First Hundred Days, hosted by Don Lambro (1995)
- The Rodney King Incident: Race and Justice in America, narrated by Robert Prosky (1998)
- The Fall of Newt Gingrich, narrated by Blair Brown (2000)
- Rediscovering George Washington, hosted by Richard Brookhiser (2002)
- God and the Inner City, narrated by Phylicia Rashad (2003)
- Rediscovering Alexander Hamilton, hosted by Richard Brookhiser (2011)
- RICKOVER: The Birth of Nuclear Power, narrated by Joan Allen (2014)
- Created Equal: Clarence Thomas in his Own Words (2020)